# 瑟斯喬里鄉
45°52′N 23°35′E / 45.867°N 23.583°E
瑟斯喬里鄉（羅馬尼亞語：Comuna Săsciori, Alba），是羅馬尼亞的鄉份，位於該國中部，由阿爾巴縣負責管轄，面積121平方公里，海拔高度551米，2011年人口5,757，人口密度每平方公里49人。